# Moumouni Sanou
Moumouni Sanou est un réalisateur, scénariste et acteur burkinabé né en 1987. En 2021, son premier long métrage, le documentaire Garderie nocturne, est sélectionné à la Berlinale. En 2022, le film remporte l'Étalon d'or au dernier Fespaco,,. Il sort en 2024 en France.

## Biographie
Après des études de cinéma, il est cadreur et monteur sur plus d’une dizaine de productions africaines. En 2010, il réalise son premier film Dji-Ko. Entre 2012 et 2013, il enchaîne avec Youplex, Sini, l'avenir et N'gooni Fo Sékouba.

## Œuvres
- 2004 : Fiston du ghetto de Berni Goldblat : scénariste
- 2006 : Mokili de Berni Goldblat : scénariste, acteur
- 2010 : Dji-Ko
- 2012 : Youplex
- 2012 : Sini, l'avenir
- 2013 : N'gooni Fo Sékouba
- 2021 : Garderie nocturne, premier long métrage